# VisitKorea.or.kr
VisitKorea.or.kr是由韓國觀光公社運營的南韓旅遊網站。該網站於2008年成立，截至2023年，提供八種語言的旅遊資訊，年均訪問量達到1500萬人次。支持的語言包括英文、日文、簡體中文、繁體中文、西班牙文、德文、法文和俄文。
2023年，網站進行了重新設計。網站提供規劃行程的功能，並列出韓國各地的旅遊景點、餐廳、住宿和活動資訊。此外，還有推薦的特色行程，包括穆斯林友好旅遊、健康與醫療旅遊，以及韓國世界遺產之旅。

## 延伸閱讀
- Chung, Namho; Lee, Hyunae; Lee, Seung Jae; Koo, Chulmo. . Technological Forecasting and Social Change. 2015-07-01, 96: 130–143  [2024-10-29]. ISSN 0040-1625. doi:10.1016/j.techfore.2015.03.004. （原始内容存档于2024-04-27）.

## 外部連結
- 繁體中文首頁 （页面存档备份，存于）
- 簡體中文首頁 （页面存档备份，存于）